# ام۱ (موشک)

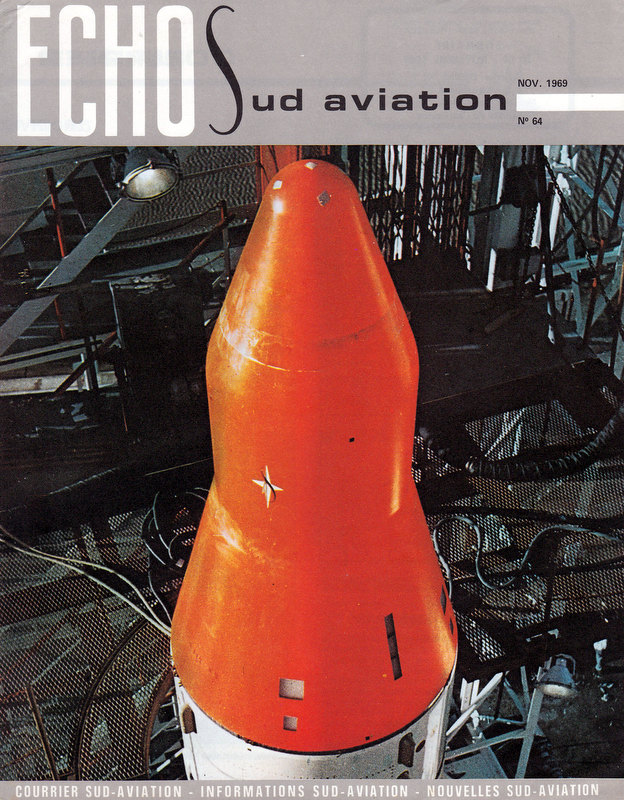
یک موشک ام۱ در نوامبر ۱۹۶۹

ام اس بی اس ام۱(به انگلیسی: MSBS M1) نام یک موشک فرانسوی بالستیک برد متوسط دو مرحله‌ای است.

## اطلاعات فنی
رانش پرتاب: ۴۴۰ کیلو نیوتن

راه‌اندازی جمعی: ۲۰،۰۰۰ کیلوگرم

قطر: ۱٫۴۹ متر

طول: ۱۰٫۶۷ متر. دهانه: ۱٫۴۹ متر

استاندارد جرم سر جنگی: کیلوگرم ۱۳۶۰

حداکثر برد: ۳۰۰۰ کیلومتر